# Акватинта
Акватинта (от латински: aqua tincta) е способ на гравиране, при който металната плоча се поръсва с колофон, след което се разяжда чрез киселина. Счита се за най-разпространения вид дълбок печат. Използването на прах от колофон дава възможността за тонален, точков ефект.